# قائمة منتجات جوجل
هذه قائمة بمنتجات شركة جوجل تتضمن أهم منتجات سطح المكتب، الهاتف النقال، والمنتجات المتوفرة على الإنترنت التي تم إنتاجها من خلال شركة جوجل. قد تكون منتجات نهائية أو منتجات تجريبية أو منتجات مبدئية لـ مختبرات جوجل. كما تحتوي القائمة على المنتجات السابقة التي تم دمجها بأخرى، إلغائها، أو تغير اسمها. مواصفات المنتجات، مثل: مواصفات بحث الشبكة غير موجودة بالقائمة.

شعار جوجل اعتباراً من سبتمبر 2015

## تطبيقات سطح المكتب

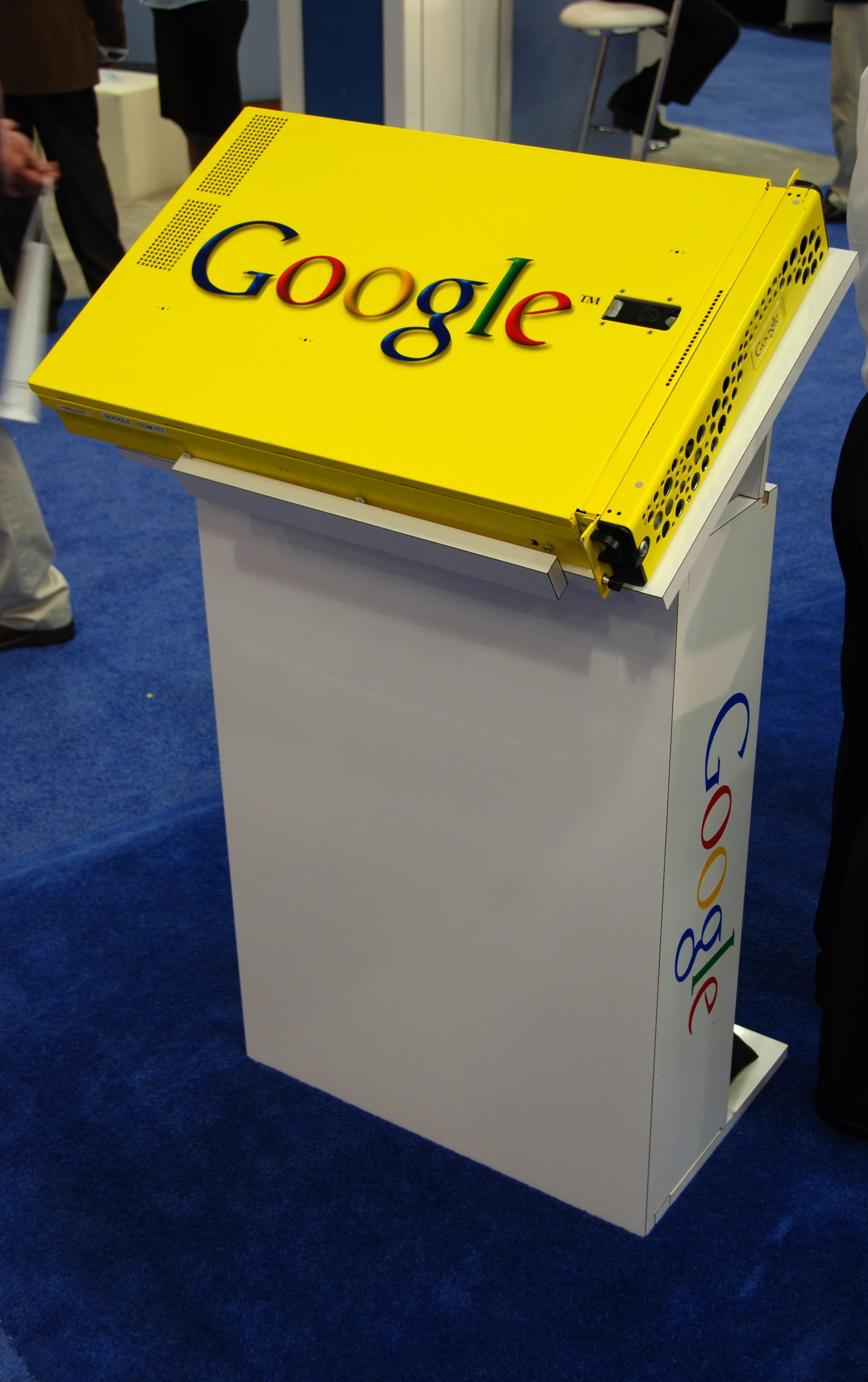
عدّة جوجل معروضة في مؤتمر شركة آر إس أي عام 2008

### برمجيات متكاملة
- محرر إضافة الكلمات (AdWords Editor). يسمح للمستخدمين بإدارة حسابات غوغل أدووردز "Google AdWords" ويسمح لهم باجراء تغييرات على حساباتهم وحملاتهم الإعلانية قبل مزامنتها مع مقدم خدمة الإنترنت. (يدعم ماك أو إس 10 "Mac OS X" (اعتبارًا من 10.7 وما بعد)، ويندوز 7، ويندوز 8).
- غوغل كروم "Google Chrome" - متصفح إنترنت. (يدعم ويندوز إكس بي، ويندوز فيستا، ويندوز 7، ويندوز 8.1، ويندوز 10، لينكس (خصوصًا النسخ القائمة على أساس دبيان وريد هات/فيدورا)، ماك أو إس 10).
- جوجل الأرض (Google Earth) كرة أرضية خيالية تستخدم صور من الأقمار الاصطناعية وصور من الجو على كرة أرضية ثلاثية الأبعاد.
- منبه بريد جوجل (Gmail Notifier) يقوم بتنبيه المستخدم عن وصول بريد جديد في حسابهم الشخصي بـ بريد جوجل.
- برنامج مرحبا (Hello) يسمح للمستخدمين بتبادل الصور على الإنترنت ونشرها في مدوناتهم.
- المنبه (Notifier) ينبه المستخدم بوصول رسالة جديدة في حسابه بـ بريد جوجل والمناسبات الموجودة في رزنامة جوجل.
- بيكاسا (Picasa) برنامج تنظيم الصور وتحريرها، يوفر خدمة مكتبة الصور ومؤثرات بسيطة
- محمل بيكاسا لألبومات الشبكة (Picasa Web Albums Uploader) برنامج لرفع الصور لخدمة البومات شبكة بيكاسا.
- حزمة جوجل (Google Pack) مجموعة برمجيات بعضها من إنتاج جوجل وبعضها ليست من إنتاجهم وهي تتضمن: جوجل الأرض، سطح مكتب جوجل، بيكاسا، محادثة جوجل وموزيلا فيرفكس ونورتون انتي فايروس. انتهت صلاحتها ولم تعد متوفرة
- حافظة شاشة الصور (Photos Screensaver) عرض صوري من ضمن حزمة جوجل، وهي تعرض صور من حاسوبك، خدمة آر أس أس وآتوم.
- شبكة جوجل اللاسلكية (Google WiFi) برنامج لمستخدمي شبكة جوجل اللاسلكية الذين يمتلكون أجهزة لا تدعم تقنية واي-فاي (Wi-Fi).
- سكيتش آب (SketchUp) برنامج بسيط لرسم الصور ثلاثية الأبعاد ودمج مباشر في جوجل الأرض.
- جوجل توك (GTalk) هو برنامج لنقل الصوت عبر الـ IP وبرنامج محادثة فوري.
- مشغل فيديو جوجل (Google Video Player) هو برنامج لمشاهدة ملفات الفيديو من فيديو جوجل. وهو من ضمن حزمة جوجل.
- مسرع جوجل للشبكة (Google Web Accelerator).
- اختصار الروابط (Google URL Shortener).
- خدمات صوتية وتليفونية (Google voice).

### إضافات سطح المكتب
هذه المنتجات هي إضافات لمنتجات جوجل قامت شركات أو منظمات أخرى بعملها.
- تعليقات شبكة بلوغر هي إضافة لمتصفح موزيلا فيرفكس تظهر تعليقات ذات صلة من مستخدمي بلوغر الآخرين.
- Google Browser Sync
- Dashboard Widgets for Mac Dashboard
- Google Pinyin
- أرسل للتلفون وهي خدمة تدعم متصفح موزيلا فيرفكس تسمح بإرسال رسائل قصيرة عن محتوى الموقع إلى الهاتف النقال وهي تتوفر في الولايات المتحدة الأمريكية.
- شريط أدوات جوجل وهي امتداد لبرنامج موزيلا فيرفكس ومايكروسوفت انترنت اكسبلورر. وهو شريط أدوات مع مميزات بحث جوجل وبرنامج حماية ضد النوافذ المزعجة.

## منتجات الهاتف النقال

### منتجات الهاتف النقال على الإنترنت
هذه المنتجات تعمل من خلال متصفح الهاتف النقال.
- بلوغر للموبايل تتوفر فقط في بعض شبكات الولايات المتحدة. تسمح لك بكتابة مقال في مدونتك من خلال هاتفك النقال.
- رزنامة تسمح لك بقراءة رزنامة جوجل من خلال هاتفك النقال. كما تتوفر بها خاصية إضافة مناسبات.
- جي ميل تستطيع الدخول على حسابك في بريد جوجل من خلال متصفح هاتفك النقال كما يتوفر برنامج خاص للدخول وتحميل رسائلك ببريد جوجل بطريقة أسرع.
- جي ميل SMS : هي خدمة من جوجل لارسال رسائل قصيرة للهاتف للنقال من خلال بريد الجي ميل التابع لجوجل، الخدمة حاليا تخدم المسخدمين في أربع دول فقط، وستقوم جوجل بإضافة المزيد من الدول في المستقبل، الدول المدعومة في هذه الخدمة هي الولايات المتحدة، فلسطين المحتله، الأراضي الفلسطينية، غانا.[1]
- الأخبار وهي خدمة تسمح لك بالدخول على أخبار جوجل من خلال هاتفك النقال وذلك باستخدام شاشة أبسط مقارنة بالشاشة العادية التي تظهر على حاسبك الآلي.
- باحث النقال Mobile search
- قاعة دراسة جوجل: خدمة ويب مجانية، تساعد المُعلمين، على إدارة مهام الدورات التدريبية.

البحث في صفحات الإنترنت، صور، دليل الصفحات الصفراء وصفحات خاصة بالهواتف المتنقلة. ولو كان الموقع غير متوفر للهاتف النقال يقوم جوجل بتوفير صفحة مبسطة لتعمل على هاتفك النقال.

### منتجات الهاتف النقال القابلة للتنزيل
يجب تحميل هذه المنتجات وتنصيبها على على الهاتف النقال.
- استكشاف جوجل Google play لاسخدام جوجل ومعظم منتجاته في برنامج واحد (متاح حاليا لأجهزة أندرويد فقط).
- بريد جوجل للموبايل Gmail mobile برنامج قابل للتحميل وهو يسمح بالتعامل مع بريد جوجل بعدة طرق.
- خرائط الهاتف النقال Maps mobile برنامج لتصفح الخرائط على الهاتف النقال.
- جوجل بلس للموبايل Google plus mobile برنامج لتصفح جوجل بلس على الهاتف النقال.
- يوتيوب للموبايل YouTube mobile برنامج لتصفح اليوتيوب اسرع ومشاهدة مقاطع الفديو على الهاتف النقال.
- جوجل فوتوز للصور Google photos برنامج لعرض وتعديل الصور مع إمكانية رفعها على سحابة درايف.

## منتجات إنترنت
يجب الدخول على هذه المنتجات من خلال متصفحات الإنترنت.

### إعلان
- خدمة AdSense
- خدمة AdWords
- AdWords Website Optimizer
- Audio Ads
- Google AdWords
- Grants
- TV Ads
- DFP
- affiliatenetwork
- Ad Manager

### تجميع
- 3D Wahrehouse

### اتصال ونشر
- جوجل آبس Google Apps
- بلوغر Blogger
- رزنامة جوجل Google Calerndar
- جوجل دوكس آند سبريد شيتس Google Docs & Spreadsheets
- دودج بول Dodgeball
- بريد جوجل جيميل
- جوجل كروم Google Chrome
- جوغا بونيتو Joga Bonito
- جوت سبوت JotSpot برنامج شرطة ويكي تم إنشاءه من قبل Joe Kraus و Graham Spencer مساعدي مؤسسي إكسايت. وهو موجه للأعمال الصغيرة والمتوسطة. قامت شركة جوجل بشراءه في 31 أكتوبر 2006.
- جوجل نوتبوك Google Notebook
- ماراتيك أي ميتينغ Marratech e-Meeting برنامج تقوم شركة جوجل باستخدامه داخلياً بين موظفيها. قامت الشركة بشراءه في 19 أبريل 2007 من الشركة المصنعة له ماراتيك Marratech. ولم تصرح الشركة ما تريد عمله بالبرنامج بعد.
- أوركوت Orkut
- مصمم صفحات جوجل Google Page Creator
- البوم بيكاسا Picasa Web Albums
- يوتيوب YouTube موقع معروف لمشاركة ملفات الفيديو. في أكتوبر 2006 قامت شركة جوجل بشراء الموقع بمبلغ 1.65 مليار دولار أمريكي وقد تمت الصفقة في 13 نوفمبر 2006.

### خدمات تعليمية
- قاعة دراسة جوجل: خدمة ويب مجانية، تساعد المُعلمين، على إدارة مهام الدورات التدريبية.

### تطوير
- Code
- محرك بحث جوجل المبرمج
- Gears
- [Mashup Editor
- Related Links [http://www.google.com/relatedlinks/
- ادوات مشرفي المواقع

### خرائط
- خرائط
- Mars
- جوجل القمر
- خرائط جوجل
- خرائط جوجل

### بحث
- بحث جوجل
- Accessible Search
- إنذار الأخبار
- قاعدة جوجل
- Blog search
- Book Search  (Previously Google
- Catalogs
- شيك أوت  نسخة محفوظة 31 يناير 2014 at the Stanford Web Archive
- بحث كود
- Directory
- Directory  (جوجل الصين)
- Experimental Search
- Google Finance
- Google Groups
- Google Image Labeler
- Google Image Search
- Language Tools
- Life Search
- Google Trends#Google Music Trends
- Google News
- Google News
- Google Patent Search
- Google Product Search
- Rebang
- Google Scholar
- SearchMash
- Sets
- SMS
- Suggest
- University Search
- U.S. Government Search
- Google Video
- Voice Local Search
- Web History
- محرك بحث جوجل

بحث جوجل، هو منتج جوجل الرئيسي. كان أول إنتاج للشركة، خرج من النسخة التجريبية في 21 سبتمبر 1999 وهو لا يزال أكثر منتجات شركة جوجل استخداماً. حصل على مليار محاولة بحث في اليوم وهو يعتبر أكثر محركات البحث استخداماً.

### إحصاءات
- محلل جوجل

يستطيع مالكي المواقع استخدام الخدمة لتعديل حملاتهم الإعلانية.
- Gapminder
- Google Trends
- Zeitgeist

## منتجات غوغل الصلبة
- Google Search Appliance

جهاز يتم تركيبه في الشركات لفهرسة ملفات الشركة.
- Google Mini

نسخة ذات كفاءة أقل وسعر أقل لـ Google Search Appliance.

## منتجات سابقة
برمجيات تم إلغائها من قبل شركة جوجل، بسبب دمجها مع منتجات أخرى أو بسبب قلة الدعم.
- مجاوبي جوجل (Google Answers) هي خدمة سؤال وجواب، تسمح للمستخدمين بالدفع للباحثين مقابل الحصول على إجابات لأسئلتهم. قامت جوجل بالإعلان في 28 نوفمبر 2006 عن إغلاق الخدمة.
- اجابات جوجل Ejabat Google
- البحث المجاني (Free Search) هو كود مجاني يتم إضافته على أي موقع للبحث به أو لبحث شبكة الإنترنت. تم إلغائه مقابل خدمات بحث جوجل.
- محلي (Local) هي خدمة قوائم محلية، قبل أن يتم دمجها بخدمة الخرائط. الخدمة المدموجة كانت تسمى في حينها جوجل محلي (Google Local), والتي تم بعدها بتغير اسمها إلى خرائط جوجل (Google Maps) بسبب الطلب الكبير عليها.
- فروجل، خدمة البحث عن المنتجات ومقارنة الأسعار، تم تغييرها إلى جوجل منتجات.
- Personalized Search
- Public Service Search
- Spreadsheets
- Voice Search
- Writely
- اكس
- جوجل البحث في الوقت الفعلي
- قارىء جوجل جمع ملخصات الأخبار RSS مبني على الويب.
- آي جوجل صفحة بداية شخصية، تمكن المستخدم من القيام بالبحث على الويب، بالإضافة إلى البرمجيات المصغرة «الأدوات» التي يمكن إضافتها إلى الصفحة. يمكن عرض عناوين الأخبار وأحوال الطقس....إلى آخره.

## وصلات خارجية
- موقع غوغل
- مدونة غوغل الرسمية
- التاريخ الرسمي لمنتجات غوغل